# وینیل استر

وینیل استات یک مونومر مهم تجاری است که به عنوان وینیل استر (یعنی استر وینیل الکل) طبقه بندی می شود.

وینیل استر(به انگلیسی: Vinyl ester) به استرهایی گفته می شود که از وینیل الکل مشتق شده باشند. نمونه‌های تجاری مهم این مونومرها وینیل استات، وینیل پروپیونات و وینیل لائورات هستند.